# Palaeocarditidae
Palaeocarditidae zijn een uitgestorven familie uit de superorde Imparidentia.